# جمال بن عبد الله شيخ عمر
جمال بن عبد الله شيخ عمر الحنفي المكي (توفي 14 فبراير 1868) شيخ ومفتي حنفي، المفسر المحدث بالمسجد الحرام.

## مسيرته
ولد الشيخ جمال بن عبد الله بن شيخ عمر الحنفي بمكة المكرمة، وتلقى العلم في حلقات الحرم المكي الشريف، درس على يد الشيخ صديق كمال، والشيخ عمر عبد رب الرسول، ويحيى المؤذن، ولازم الشيخ عبد الله سراج، وتلقى عنه فنون العلم، حتى أصبح من أكبر علماء مكة المكرمة في الفقه الحنفي.
تصدر جمال للتدريس في حلقات الحرم صغيرا، وكان مميزا بتقريراته وتحريراته الفقهية سواء من خلال درسه في حلقته التي يدرس فيها الحديث والتفسير والعلوم المتعلقة بهما، أو من خلال تدريسه الفقه الحنفي، أو من خلال هوامشه وفتاواه التي يكتبها، بل إن من كان يدرس على يديه أو يتخرج من حلقته، وكان يشار إليه كما ذكر الميرداد في «نشر النور» بأنه من طلاب الشيخ جمال، كنوع من التميز والتقدير.
وبعد وفاة الشيخ عبد الله سراج شيخ العلماء بمكة تولى مكانه، وكانت مشيخة العلماء من أعلى الوظائف التعليمية في الحرم المكي.
وبعد وفاة محمد حسين الكتبي، تعطل الإفتاء في مكة المكرمة، حتى رشح الشريف عبد الله مكانه الشيخ جمال لهذا المنصب، فعين مفتيا لمكة في 11 رجب 1380 هـ.
توفي الشيخ جمال في مكة يوم (الجمعة 14 فبراير 1868 الموافق لـ19 شوال 1384 هـ)، ودُفن في مقبرة المعلاة.
وقد ترك عددا من المؤلفات عقب وفاته، منها الفتاوى الجمالية، ورسالة في فضائل ليلة النصف من شعبان، ومناقب السادة البدريين، ومناقب عبدالرحمن بن أبي بكر الصديق، ومناقب خالد بن الوليد رضى الله عنهم، وكان من طلابه: الشيخ أحمد أمين بيت المال، والشيخ حسن طيب، والشيخ عبدالملك الفتني، والشيخ سلمان العتيبي، وغيرهم.